# Hermival-les-Vaux
Hermival-les-Vaux (ɛʁ.mi.val.lɛ.voⓘ) es una población y comuna francesa, situada en la región de Baja Normandía, departamento de Calvados, en el distrito de Lisieux y cantón de Lisieux-1.

## Demografía
| 412 | 395 | 526 | 518 | 673 | 760 |
| Para los censos de 1962 a 1999 la población legal corresponde a la población sin duplicidades (Fuente: INSEE [Consultar]) |     |     |     |     |     |